# Dealey Plaza

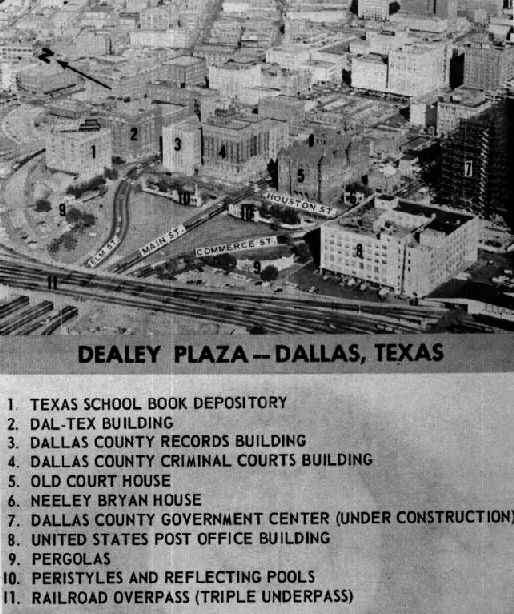
Dealey Plaza

Dealey Plaza a Dallas és el lloc on els president dels Estats Units, John Fitzgerald Kennedy, fou assassinat el 22 de novembre de 1963

## Història
Dealey Plaza és una plaça arbrada que s'acabà de construir el 1940, en el límit oest del centre de Dallas. A l'extrem de la plaça, tres carrers (en anglès, street), Main Street, Elm Street i Commerce Street, convergeixen i passen sota un pont del ferrocarril (indret conegut amb el nom de Triple Underpass a Dallas).

## Assassinat de Kennedy

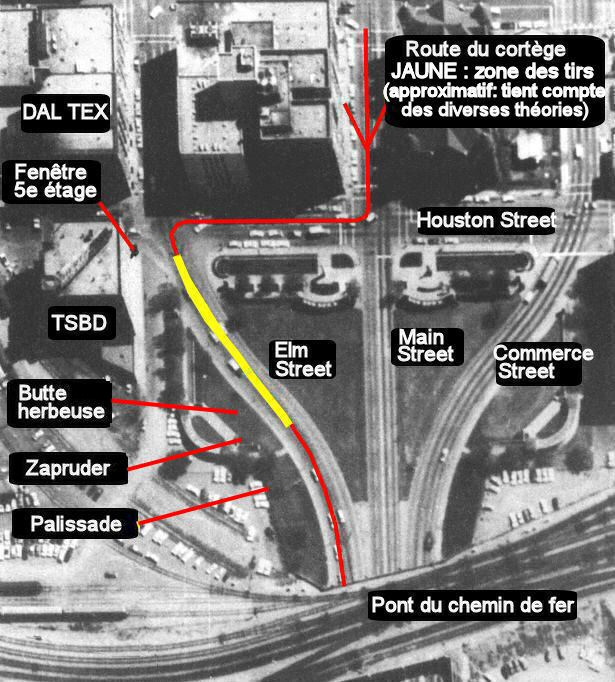
Dealey Plaza i el trajecte de la comitiva presidencial. El nord és a l'esquerra

Al nord de Dealey Plaza, a la cantonada d'Elm Street i Houston Street, es troba el Texas School Book Depository, l'immoble des del qual, segons les conclusions de les investigacions oficials, Lee Harvey Oswald va disparar i assassinar el president.
Elm Street està vorejada, en el seu costat dret, per una zona herbosa que puja en lleuger pendent vers uns monuments de formigó i un aparcament delimitat per una palissada. Aquesta zona és coneguda amb el nom de Grassy Knoll (talús herbaci).
Segons algunes teories, i segons el House Select Committee on Assassinations (HSCA), fou des d'aquest talús herbós o des de darrere de la palissada que almenys un tret fou disparat sobre el president (tot i que l'HSCA estima que aquesta bala no va tocar res).
Dealey Plaza ha esdevingut un monument històric protegit. Els nombrosos visitants del lloc poden veure'l, en línies generals, tal com era el 1963, tot i que alguns detalls, com els senyals de circulació o els fanals han estat canviats o moguts.
En 2003, la vila de Dallas va aprovar un projecte de restauració de Dealey Plaza, per deixar-lo tal com era exactament el 1963.

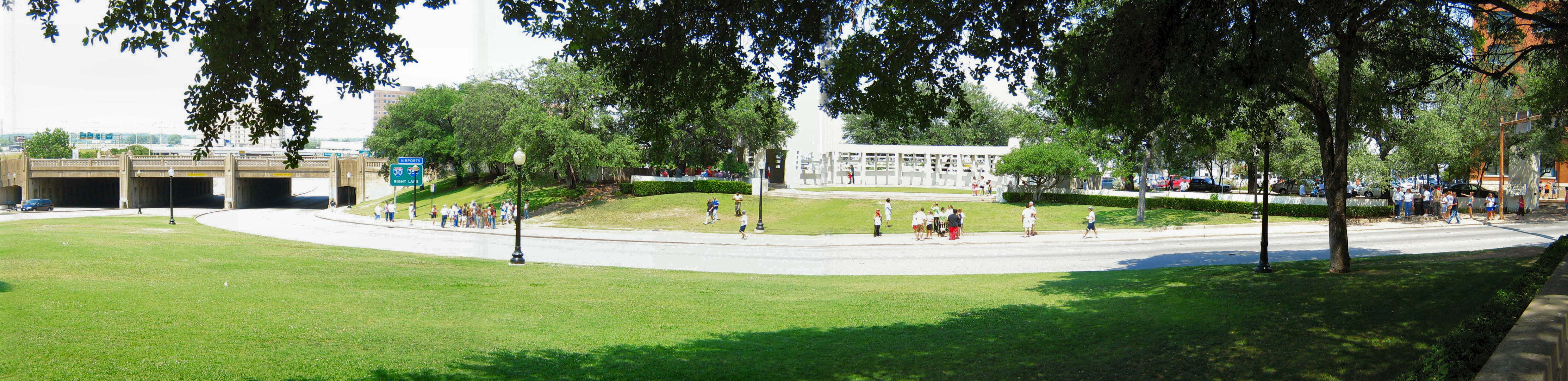
Dealey Plaza. Sortint dels «tres ulls» sota el pont de la via del tren, a l'extrem esquerre de la foto, i anant vers la dreta, seguint Elm Street, es pot veure: els arbres que sobresurten de les palissades darrere les quals alguns pensen que hi havia un tirador, el promontori d'herba amb el seu petit monument blanc, el costat de l'edifici vermell del Texas School Book Depository a l'extrem dret. L'indret on el president fou mortalment ferit es troba a l'esquerra del petit monument blanc (la pèrgola) entre els dos fanals. Abraham Zapruder era al sòcol de formigó blanc situat darrere el fanal al centre de la foto.